# Чехарда
«Чехарда» — радянський художній фільм 1987 року, знятий на Кіностудії ім. О. Довженка.

## Сюжет
Старому вчителю співу, Віктору Макаровичу, дуже дорога робота, якій він віддав кращі роки свого життя. Віктор Макарович самотній, у нього немає сім'ї, її замінили учні-діти. Але він хворий, керувати хором більше не може. У ці важкі для Віктора Макаровича дні особливо яскраво проявляється прихильність до нього Михайла Кутусова. Дружба старого і хлопчика, спроба Михайла допомогти вчителю є сюжетною канвою фільму.

## У ролях
- Євген Лебедєв — Віктор Макарович Караваєв
- Віталій Боголюбов — Міша Кутусов
- Аліса Фрейндліх — Маргарита Василівна Кудрявцева, акомпаніатор і другий диригент
- Лариса Удовиченко — мама Михайла Кутусова
- Сергій Проханов — батько Михайла Кутусова
- Олександр Потапов — Діма, батько Володі
- Георгій Богадіст — директор Будинку Культури, «Дирдом»
- Микола Гудзь — Євген Семенович Наливін, заслужений артист республіки, оперний співак
- Юрій Муравицький — Гур'янов (Лук'янов), заступник начальника будівництва
- Олег Ладигін — Володя, «Мандоліна», який хлопчик навчається грі на домрі
- Вікторія Бочарова — епізод
- Димитрій Копп — «спільник» Михайла Кутусова на концерті
- Олена Морозова — епізод
- Катерина Петренко — сусідка у дворі
- Галина Піменова — епізод
- Борис Таратута — епізод
- Олена Нефьодова — епізод

## Знімальна група
- Режисери-постановники — Володимир Крайнєв, Алім Федоринський
- Сценарист — Катерина Маркова
- Оператор-постановник — Ігор Бєляков
- Композитор — Євген Крилатов
- Художник-постановник — Едуард Шейкін